# Абаскаль, Родриго
Родриго Абаскаль Баррос (исп. Rodrigo Abascal Barros; род. 14 января 1994, Монтевидео) — уругвайский футболист, защитник клуба «Боавишта».

## Клубная карьера
Абаскаль — воспитанник столичного клуба «Феникс». 29 марта 2015 года в матче против столичного «Ривер Плейт» он дебютировал в уругвайской Примере. Летом 2017 года Абаскаль для получения игровой практики на правах аренды перешёл в «Хувентуд Лас-Пьедрас». 2 сентября в матче против «Рампла Хуниорс» он дебютировал за новую команду. По окончании аренды Абаскаль вернулся в «Феникс». 18 февраля 2018 года в поединке против «Насьоналя» Родриго забил свой первый гол за клуб.
Летом 2019 года Абаскаль перешёл в «Пеньяроль». 27 июля в матче против «Данубио» он дебютировал за новый клуб. 23 февраля 2020 года в поединке против «Дефенсор Спортинг» Родриго забил свой первый гол за «Пеньяроль».
Летом 2021 года Абаскаль перешёл в португальский клуб «Боавишта», подписав контракт на 3 года. 23 августа в матче против «Санта-Клара» он дебютировал в Сангриш лиге. 27 февраля 2022 года в поединке против «Эшторил-Прая» Родриго забил свой первый гол за «Боавишту».